# 陳曉慧
慧慧（英語：Hui Hui，1988年5月25日—），本名陳曉慧（英語：Chen Xiao-Hui），英文名Vivian，台灣女藝人、舞者、Rakuten Girls成員。曾於2016年~2017年擔任Rakuten Girls隊長。

## 生平
高中時修習芭蕾舞，直到大學時改學習流行舞和街舞。樹德科技大學表演藝術學系畢業後，受Suli老師之邀加入啦啦隊。在2016－2017年擔任Lamigirls隊長。

## 啦啦隊經歷

### 棒球啦啦隊
| 年份       | 隊伍名稱      | 備註                                           |
| 2011－2019 | LamiGirls     | 中華職棒Lamigo桃猿啦啦隊，2016－2017年擔任隊長 |
| 2020－2024 | Rakuten Girls | 中華職棒樂天桃猿啦啦隊                         |

### 籃球之啦啦隊
| 年份       | 隊伍名稱         | 備註                 |
| 2020－2021 | 桃園領航猿啦啦隊 | 桃園領航猿專屬啦啦隊 |

## 演出作品

### MV
| 年份 | 名稱                                 | 備註                                                   |
| 2020 | 玖壹壹《LOCAL》                      | 舞者 與Peggy、白白、Rakuten Girls共同出演              |
| 2020 | 《Wannabe》（樂天女孩舞蹈Cover）     | 與沐妍、Abu'u、菲菲、卉妮共同演出                      |
| 2020 | 《Say My Name》（樂天女孩舞蹈Cover） | 與沐妍、菲菲、Yuri、陸筱晴、曲羿、張語芯、筠熹共同演出 |

## 音樂作品
| 年份          | 歌名                  | 備註                          |
| 2016年7月22日 | 《獨一無二的閃爍》    | 與LamiGirls共同出演           |
| 2017年8月4日  | 《勇氣的每一秒》      | 與LamiGirls共同出演           |
| 2017年8月9日  | 《溫室開不出的花》    | 與LamiGirls共同出演           |
| 2018年9月10日 | 《Love Me More》      | 與LamiGirls共同出演           |
| 2019年8月6日  | 《Dancing Hoilday》   | 與LamiGirls共同出演           |
| 2019年8月19日 | 《Dancing Queen》     | 與LamiGirls共同出演           |
| 2020年9月22日 | 《Rock You Everyday》 | 與Rakuten Girls共同演出       |
| 2021年9月10日 | 《一起勇敢》          | 與Rakuten Girls共同演出       |
| 2022年10月7日 | 《Rise Up》           | 與Rakuten Girls共同演出       |
| 2023年10月7日 | 《Ready Go》          | 與Rakuten Girls共同演出       |
| 2024年9月29日 | 《Big Dream》         | 與Rakuten Girls(紅隊)共同演出 |

## 出版物

### 寫真
| 名稱         | 備註                   |
| 《小慧星球》 | 2022年樂天女孩寫真桌曆 |
| 《小彗星》   | 2023年樂天女孩寫真桌曆 |

## 備註
1. ↑  .   [2020-09-11]. （原始内容存档于2021-10-22）.

## 外部連結
- 陳慧慧Vivian的Facebook專頁
- 陳慧慧的Instagram帳戶